# Zapata (Ávila)
40°28′11.57″N 5°17′49.13″O / 40.4698806, -5.2969806
Zapata es una pedanía (también llamado anejo) del municipio Navaescurial, al sur de la provincia de Ávila, en Castilla y León, España.
Navaescurial tiene otros dos anejos: El Barrio y Las Marías. Zapata es el menor de los cuatro núcleos de población.

## Situación
Zapata ubicado 40°28'11.38"N 5°17'49.12"O a 1117 metros, está situado en el Señorío de Valdecorneja. Concretamente en la carretera AV-P-517, entre Navaescurial y Piedrahíta, a 2 km de Piedrahíta y a 66 km de Ávila.

## Población
Zapata está prácticamente deshabitada, sólo cuenta con una decena de vecinos. 